# Cantone di Pont-Scorff
Il Cantone di Pont-Scorff era una divisione amministrativa dell'arrondissement di Lorient.
È stato soppresso a seguito della riforma complessiva dei cantoni del 2014, che è entrata in vigore con le elezioni dipartimentali del 2015.
Comprendeva i comuni di:
- Caudan
- Cléguer
- Gestel
- Guidel
- Pont-Scorff
- Quéven